# Península de Quiberon
A península de Quiberon (em francês:  Presqu'île de Quiberon, em bretão:  Gourenez Kiberen, em bretão vannetais:Gouriniz Kiberon) é uma península no departamento de Morbihan, no noroeste da França. A península de Quiberon fica a oeste da baía de Quiberon. A sua área é ocupada pelos municípios de Quiberon e Saint-Pierre-Quiberon.

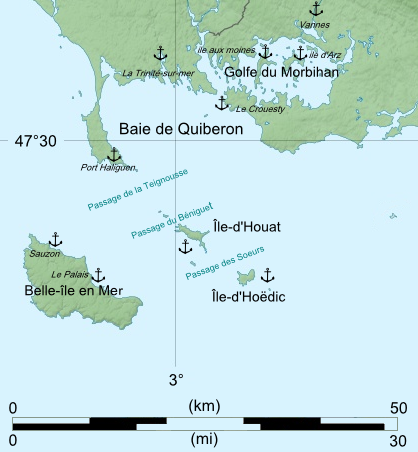
Mapa da região

A península de Quiberon é uma península unida à costa sul da Bretanha pelo istmo de Penthièvre, com menos de 100 m de largura. A oeste, de frente para as ondas do Oceano Atlântico, a Costa Selvagem (Côte Sauvage) apresenta uma paisagem rochosa de penhascos, enquanto que a leste se situa a baía de Quiberon, a parte ocidental de Mor Braz, e que forma um corpo de água protegido da ventos fortes. Esta língua rochosa, na verdade, é uma antiga ilha, fica a 14 km do mar e tem dois aspetos: a leste, muito protegido com pequenas praias de areia muito populares entre os turistas; e a oeste, de frente para o mar, a costa é selvagem, batida pelo vento e por correntes.
Esses ataques dos elementos criaram na costa uma série extraordinária de penhascos íngremes que escondem pequenas baías que, em maré baixa, revelam grutas, cavernas e outras esculturas esplêndidas feitas pela ação da natureza. A geologia da península tem numerososos leucogranitos com intrusões de moscovita e biotita através de xistos cristalinos, com cisalhamento.
Esta costa selvagem é melhor explorada a pé ao longo do caminho costeiro, embora se tenha que estar atento ao clima, porque em mau tempo, já que a estrada pode ser perigosa.
Quiberon é também um paraíso para amantes do mar e desportos aquáticos. A natureza dotou uma esplêndida praia de 15 km de comprimento, o sonho de todos os amantes do surf, windsurf e vela, constituindo uma forte oferta turística